# Robert Parlow

Robert Parlow im Alter von 33 Jahren

Robert Parlow (* 26. Februar 1835 in Stepenitz; † 14. November 1901 in Stettin) war ein deutscher Marinemaler.

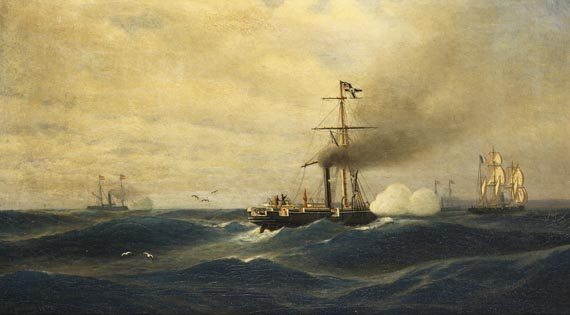
Seegefecht zwischen Kanonenboot "SMS Meteor" und dem französischen Aviso "Bouvet" vor Havanna am 12. November 1870

## Leben
Der Vater von Robert Parlow, Karl Wilhelm Parlow, entstammte einer alten Seemannsfamilie vom Stettiner Haff und führte ein eigenes Schiff, die Brigg „Alfred“. Als ältester Sohn übernahm Robert das Schiff seines Vaters, nachdem er 1856 die Steuermannsprüfung und 1859 die „Schifferprüfung für alle Meere“ gemacht hatte. 1864 konnte er dann in Swinemünde nach eigenen Entwürfen eine neue Brigg bauen lassen, die er mit Genehmigung des Namenspatrons „Prinz Friedrich-Carl“ nannte.
Nachdem er schon während seiner Reisen über alle Meere zu zeichnen begonnen hatte, gab  Parlow im Alter von 35 Jahren seinen Beruf als Seemann und Kapitän auf, ging nach Berlin und besuchte von 1870 bis 1874 die Kunstschule bei Professor Eschke. Einer seiner Mitschüler war der später sehr bekannt gewordene Marinemaler Carl Saltzmann (1847–1923). Hier entstanden eine Reihe von anerkannt guten Gemälden. Eines seiner Bilder kaufte 1873 Prinz Adalbert, ein weiteres 1874 Prinz Friedrich Karl.
Nach Abschluss des Studiums ging Parlow zu seiner Familie nach Stepenitz zurück, konnte aber von der Malerei allein nicht leben und baute sich in Stettin eine neue Existenz beim „Baltischen Lloyd“ und auf anderen mit der Seefahrt verbundenen Geschäftsfeldern auf. In dieser Zeit betrieb er nebenher künstlerisch wenig bedeutende Auftragsmalerei.
Später entstanden wieder anspruchsvollere Werke. 1891 und 1894 kaufte Kaiser Wilhelm II. Bilder von ihm, 1895 erwarben  der Herzog von Mecklenburg, ein Jahr darauf der Fürst von Schaumburg-Lippe Bilder von Parlow. Auch unter den Stettiner Bürgerfamilien gab es zahlreiche Bewunderer seiner Malerei.
Bereits in den achtziger Jahren befiel Parlow ein Herzleiden, an dem er dann im Alter von 66 Jahren verstarb.